# Ajië-Aro
Ajië-Aro és una àrea tradicional de Nova Caledònia al centre de Grande Terre, a cavall entre les Províncies del Nord i Sud, comprèn les comunes de Bourail, Houaïlou, Moindou i quatre tribus sobre les sis de Poya. Les llengües canac que s'hi parlen pertanyen al grup central, però cap d'elles amb més de 600 parlants, excepte l'ajië parlat a Houaïlou per més de 4.000 persones (és una de les quatre llengües en ensenyament).